# Smilax elegans
Smilax elegans är en enhjärtbladig växtart som beskrevs av Nathaniel Wallich och Carl Sigismund Kunth. Smilax elegans ingår i släktet Smilax och familjen Smilacaceae.

## Underarter
Arten delas in i följande underarter:
- S. e. elegans
- S. e. osmastonii
- S. e. subrecta